# Gara Bălți-Oraș
Gara „Bălți-Oraș” (Gara Pământeni, Gara de Vest) este amplasată în apropiere de centrul municipiului Bălți. Edificiul gării a fost construit în stil neo-românesc cu influențe vizibile a constructivismului, fiind inclus în lista monumentelor de arhitectură de importanță națională. În perioada postbelică, o parte a complexului de clădiri a fost demolată. În 2012, edificiul a fost supus unei reparații; a fost renovată fațada și a fost montat acoperișul.